# Adam & Yves
Adam & Yves es una película pornográfica con clasificación X de 1974 creada para un público masculino gay. La película se destaca por el uso no autorizado de imágenes de Greta Garbo, en lo que resultó ser la última aparición cinematográfica de la legendaria actriz.
Ambientada en París durante la primavera, Adam & Yves sigue al francés Yves (Marcus Giovanni) y su persecución del turista estadounidense Adam (Michael Hardwick). Los hombres tienen una breve aventura, pero la insistencia de Yves en no compartir información personal impide una relación duradera.
Mientras hacía la película, el director Peter de Rome supuestamente acechaba a Greta Garbo por la ciudad de Nueva York, donde vivía la estrella retirada. Después de mucha búsqueda, De Rome la localizó y pudo filmar imágenes de Garbo caminando por la Primera Avenida. El metraje se insertó en Adam & Yves, y su presencia se explicó cuando Adam recordó cómo una vez vio a la esquiva estrella. Las imágenes de Garbo se utilizaron sin el conocimiento o permiso de la estrella, y no le pagaron por su aparición.